# Bismantova

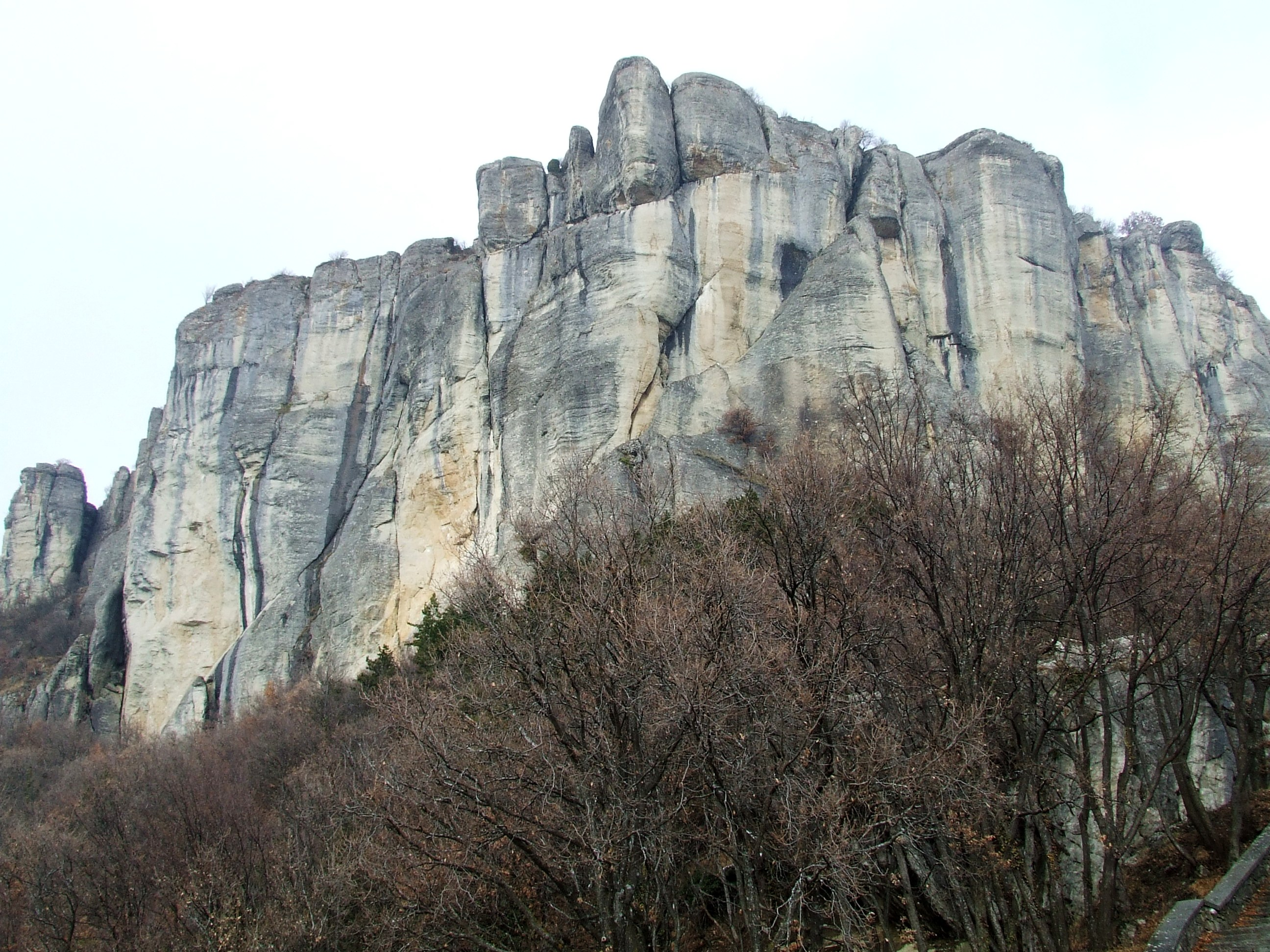
Bismantova w zimie

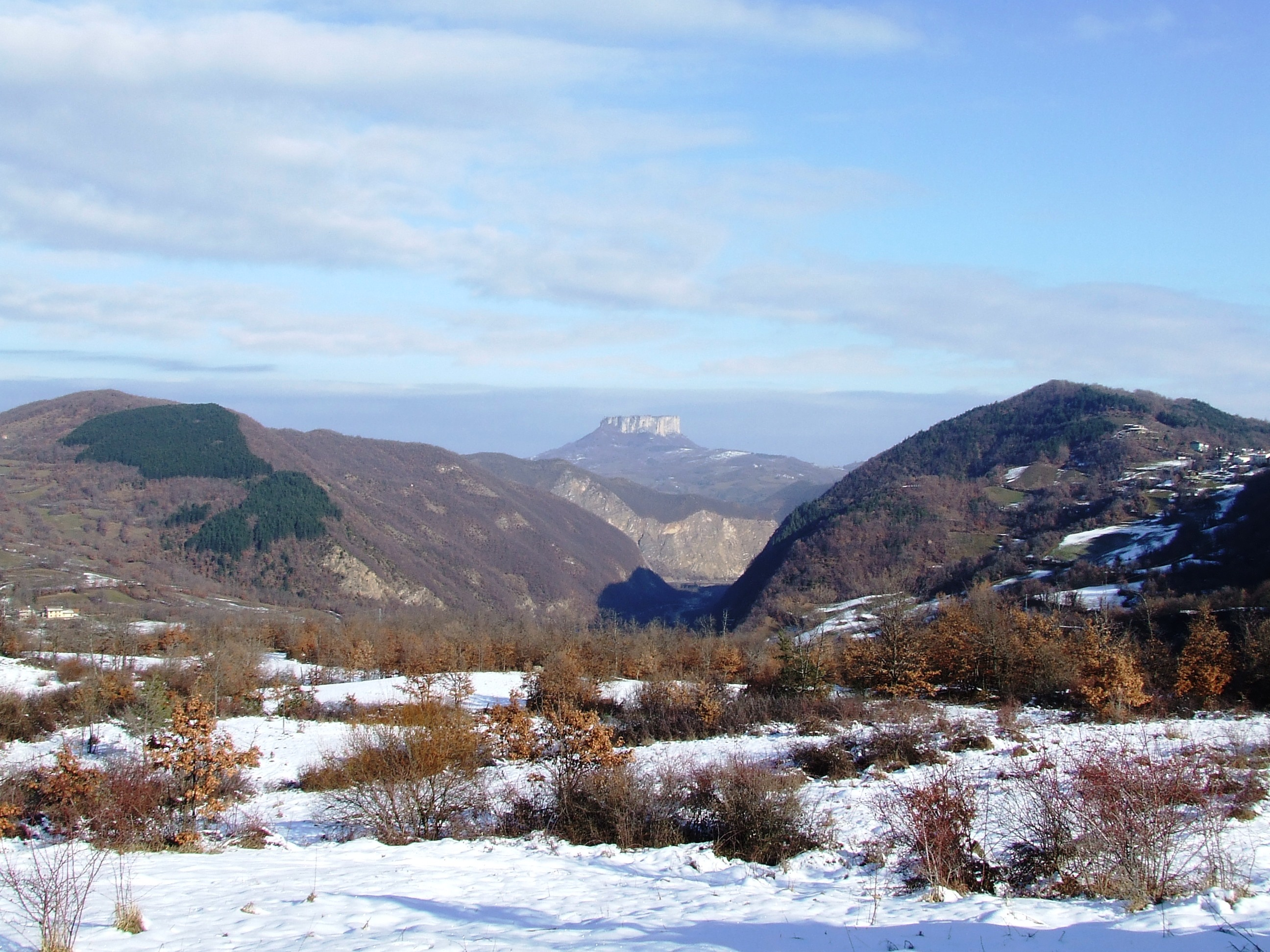
Bismantova widziana z punktu widokowego

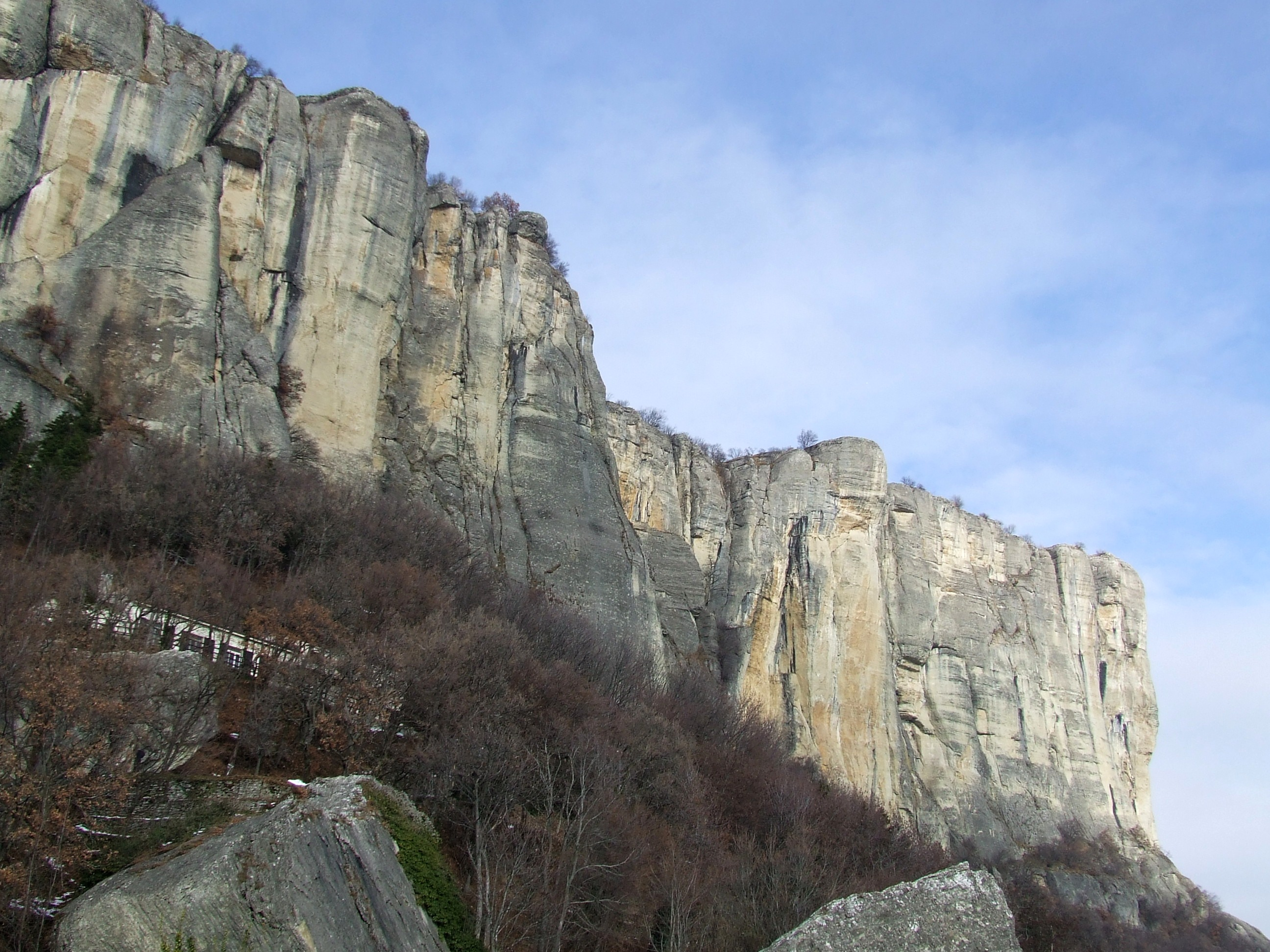
Bismantova

Pietra di Bismantova (wł. Pietra di Bismantova) (N 44° 25' 18,87" E 10° 24' 49,76") – formacja geologiczna w centralnych Włoszech w paśmie górskim Apeniny w regionie Emilia-Romania, w prowincji Reggio Emilia oddalona około 45 km od miasta Reggio nell’Emilia. Uwagę zwraca ciekawy kształt formacji, odmienny od otaczających ją wzniesień. Ma kształt wąskiego cylindrycznego plateau o wymiarach ok. 1 km x 240 m, którego strome ściany o wysokości ok. 300 m wyłaniają się ze zbocza. Góra w najwyższym punkcie osiąga wysokość 1047 m n.p.m. Jest częścią Narodowego Parku Appennino Tosco-Emiliano.
Skała zbudowana jest z żółtawego kalkarenitu (rodzaj wapienia wydmowego) na podstawie z margli, została utworzona w Miocenie jako dno morskie. Zawiera skamieniałości ze środowiska tropikalnego. Góra otoczona jest lasami, głównie dębami.

## Turystyka
Góra może stanowić idealne miejsce na niedzielną wycieczkę. Można zostawić samochód tuż u podnóża skał a samo podejście do najwyższego punktu jest łatwe i trwa kilkanaście minut. Ze szczytu natomiast można podziwiać malowniczą panoramę.
U podnóża skały znajduje się osiemnastowieczny klasztor benedyktynów z przyległym kościółkiem, który można zwiedzać.
Góra Bismantova ze względu na wysokie ściany oraz wystawę z trzech stron świata stanowi również ciekawą atrakcję dla wspinaczy. Drogi są obite a trasy dość długie.

## Bismantova w sztuce
O Bismantovej pisał już włoski poeta Dante Alighieri w jego XIV wiecznej Boskiej komedii (Czyściec, IV, 25-30).